# BrokenThumbs
BrokenThumbs war ein deutsches Unterhaltungsduo, welches als Webvideoproduzenten vor allem auf dem Videoportal YouTube aktiv waren. Das Duo bestand aus Malte Hesse (* 19. Juni 1992; bei Bonn) und Manuel Senke (* 5. Juli 1993; bei Bonn). Bis zum Mai 2016 veröffentlichten sie täglich Videos auf ihrem YouTube-Kanal und waren Teil des Mediakraft Networks.

## Geschichte
Das Duo war seit dem 14. Oktober 2011 bis zum 17. Mai 2016 auf YouTube aktiv. 2011 produzierten sie ausschließlich Let’s-Play-Videos auf dem Kanal BrokenThumbs.de. Diesen Kanal führte das Duo mit nur mäßigen Erfolg, weshalb die Produktion eingestellt wurde. Am 9. Dezember 2012 erstellten sie den Kanal BrokenThumbs (damals BrokenthumbsTV). Auf diesem Kanal kombinieren sie „Let’s Plays“ mit anderen Formaten. Seit Ende 2014 wohnt Malte in Berlin.
Am 17. Mai 2016 gaben Hesse und Senke die Auflösung von BrokenThumbs bekannt. Sie betreiben nun getrennt voneinander die YouTube-Kanäle Manultzen (bis 2020), nun „Nultzen“ und Malternativ.
Im Februar 2018 wurden sämtliche Videos auf dem BrokenThumbs Kanal auf Privat gestellt. Eigenen Angaben nach wurde dies aus Angst vor rechtlichen Konsequenzen gemacht.

## Auszeichnungen
Im Jahr 2014 war das Video: Pädo mit 16?! - xD TeamSpeak AKTION MAKTION für den Webvideopreis 2014 in der Kategorie Let’s Play nominiert.